# Munidopsis rostrata
Munidopsis rostrata är en kräftdjursart som först beskrevs av Alphonse Milne-Edwards 1880.  Munidopsis rostrata ingår i släktet Munidopsis och familjen trollhumrar. Inga underarter finns listade i Catalogue of Life.